# 寄宿家庭
寄宿家庭，又譯作家庭生活體驗（英語：Homestay、Host family）是遊客或留学生在國外旅行或遊學時的一種方式，可以向當地的家庭租用一個房間，既能學習當地的生活方式，又可以增進語言能力。雖然寄宿家庭遍及世界各地，但有些國家更鼓勵寄宿家庭能以此作為旅遊產業的發展途徑。

## 起源
1932年，美國的Donald Watt博士創立了國際生活體驗協會，為現今寄宿家庭的先驅。

## 其他
在台灣通常將民宿譯作homestay，但事實上以日本的民宿（みんしゅく）來說，是被音譯為Minshuku，歐美的Bed and breakfast與民宿相似。它們都是旅館的一種經營型式，仍以旅客為主要服務對象，停留時間通常較短。相反地，傳統的寄宿家庭（homestay）大多屬國際間的文化交流，多是來自各國的留學生，停留的時間通常較久，藉以深入體驗當地的生活、學習當地的語言。

## 相關
- Boarding house（英语：Boarding house）